# Sidy N'Dir
Sidy N'Dir, né le 23 juin 1995 à Cosne-Cours-sur-Loire en France, est un joueur français de basket-ball. Il a la double nationalité franco-sénégalaise. Il évolue aux postes de meneur et d'arrière.

## Biographie

### Début de carrière
Ayant grandi à Cosne-sur-Loire, Sidy N'Dir commence le basket dès son plus jeune âge. Il a évolué jusqu'en benjamin (U13) au club de l'Union cosnoise sportive de basket-ball (UCSB). Évoluant au poste de meneur en minimes France (U15) avec l'équipe cosnoise, il est également joueur au Pôle Espoir de Dijon. Il reste deux ans à Dijon.

### Centre de formation

#### Stade clermontois Basket Auvergne (2010-2012)
Pour ses débuts en cadets France (U17), il rejoint l'équipe du Stade clermontois Basket Auvergne (SCBA). Il évolue pendant deux ans à Clermont-Ferrand.

#### Orléans Loiret Basket (2012-2013)
Il effectue sa dernière année en centre de formation en tant qu'espoir à Orléans Loiret Basket.

### Tournois de basket-ball internationaux

#### Adidas Nations
Lors des étés 2012 et 2013, Sidy a participé au tournoi du Adidas Nations avec l'équipe de l'Afrique (Team Africa) à Los Angeles.
Sidy N'Dir est nommé meilleur joueur international, « Most Outstanding International Player » du tournoi Adidas Nations en 2013,.

### Arrivée aux États-Unis

#### West Oaks Academy (2013-2014)
Sidy N'Dir débarque dans l'équipe de West Oaks Academy à Orlando en Floride. Il suit les cours et joue au basket-ball dans le championnat lycéen. Il est élu en 2014 dans la National Prep School Invitational All-Tournament Team avec des moyennes de 21 points et 4,3 passes décisives en quatre matchs.

#### Parcours NCAA

##### New Mexico State Aggies (2014-2018)
Sidy N'Dir effectue son parcours universitaire au sein de l'équipe des Aggies de New Mexico State à Las Cruces au Nouveau-Mexique.  Sidy N'Dir fait une année de redshirt et joue 3 années chez les Aggies.
Sidy N'Dir évolue au sein de la Western Athletic Conference (WAC) en Division I. Il remporte avec son équipe deux fois le titre de champion de conférence et participe à la March Madness,. L'étudiant athlète obtient son diplôme universitaire en administration des affaires.

##### Pittsburgh Panthers (2018-2019)
Pour sa dernière année (senior year) de NCAA en Division I, Sidy N'Dir demande son transfert à l'université de Pittsburgh en Pennsylvanie, dans l'Atlantic Coast Conference (ACC). Il joue avec les Panthers de Pittsburgh pour l'entraîneur Jeff Capel. Il débute à l'université de Pittsburgh un master en travail social.

### Carrière professionnelle

#### Pro A (Jeep Élite)
Sidy N'Dir joue à Champagne Châlons Reims Basket en tant que partenaire d'entraînement lors de la saison 2019-2020.

#### Pro B
Il effectue une autre partie de la saison 2019-2020 au club d'Évreux Basket.
Sidy N'Dir joue aux Sharks d'Antibes pour la saison 2020-2021.

#### Nationale masculine 1
Sidy N'Dir rejoint le Mulhouse Basket Agglomération pour la saison de Nationale masculine 1 2021-2022.

### Équipes nationales
En 2014, il est convoqué en équipe de France U20,pour le stage de préparation à l'EuroBasket U20. 
En 2020, il est appelé en sélection sénégalaise pour les matchs de qualification à l'AfroBasket 2021.

## Distinctions
Adidas Nations 2013 : 
- Élu meneur du 5 majeur international du tournoi
- Élu le meilleur joueur international du tournoi

West Oaks Academy :
- A remporté les honneurs du tournoi Netscouts National Prep School après avoir obtenu une moyenne de 21 points et 4,3 passes décisives sur quatre matchs
- A atteint un record de 31 points et 18 passes décisives en un seul match à la West Oaks Academy

New Mexico State Aggies :
- Champion de la WAC Conference en 2016-2017
- Champion de la WAC Conference en 2017-2018